# 설악고등학교 (강원)
설악고등학교(雪嶽高等學校)는 대한민국 강원특별자치도 속초시 조양동에 있는 공립 고등학교이다.

## 학교 연혁
- 1969년 11월 22일 : 속초실업고등학교 설립인가
- 1970년 3월 1일 : 속초실업고등학교 개교
- 1970년 3월 16일 : 제1회 입학식
- 1976년 3월 1일 : 속초상업고등학교 개칭
- 1986년 12월 30일 : 속초상업고등학교부설 방송통신고등학교 설립인가(6학급)
- 2004년 3월 1일 : 29학급 증설인가(특수학급 1학급 증설 인가)
- 2008년 3월 1일 : 설악고등학교로 교명 변경
- 2010년 3월 1일 : 전문계 e-비지니스과, 웹콘텐츠과로 학과 변경
- 2018년 3월 1일 : 전문계 회계경영과, 웹디자인과로 학과명 변경
- 2021년 1월 5일 : 제49회 졸업식(졸업생 249명) 총 졸업생수(16,053명)
- 2021년 3월 2일 : 신입생 193명 입학
- 2025년 3월 1일 : 제20대 김호천 교장 취임

## 설치 학과
- 웹디자인과
- 일반학과
- 회계경영과

## 참고 자료
- 설악고등학교 - 한국교육학술정보원 학교알리미